# 高橋政行
- 髙橋政行

高橋 政行（たかはし まさゆき、1940年1月12日 - 2010年8月31日）は、日本の農水官僚。大臣官房長、食糧庁長官、農林水産事務次官、日本中央競馬会理事長を務めた。
『優駿』では髙橋 政行と表記されている。

## 来歴
岐阜県出身。1963年、東京大学法学部を卒業後、農林省（現在の農林水産省）に入省。北海道農務部長、食糧庁管理部長、農蚕園芸局長などを経て、1994年2月に大臣官房長。1995年7月に食糧庁長官。その後、農林水産事務次官に就任した。その後、1999年に日本中央競馬会理事長に就任。在任中、ワイド、馬単、3連複を導入、3連単を全国展開し、学生の馬券購入に舵を切った。2007年、土川健之に道を譲るまで務めた。日本中央競馬会の理事長は農水次官の指定席だったが、高橋がプロパーの土川を推した。退任の人事は若林正俊から発表された。2010年8月31日、胆嚢癌のため死亡した。享年70。葬儀は増上寺で行われた。叙正四位、瑞宝重光章追贈。
元ジョッキー 竹本貴志の葬儀で葬儀委員長を務めた。

## 略歴
- 1963年4月 農林省入省
- 1971年8月 農林経済局総務課課長補佐
- 1973年10月 水産庁海洋漁業部国際課課長補佐
- 1975年7月 静岡県農業水産部水産課長
- 1977年6月 農蚕園芸局総務課課長補佐
- 1978年8月 名古屋営林局総務部長
- 1979年4月 林野庁職員部職員課長
- 1981年8月 北海道農務部次長
- 1984年4月 北海道農務部長
- 1985年4月 食品流通局企業振興課長
- 1986年6月 水産庁漁政部漁政課長
- 1988年1月 大臣官房秘書課長
- 食糧庁管理部長
- 1992年 農蚕園芸局長
- 1994年2月 大臣官房長
- 1995年7月 食糧庁長官
- 1997年1月 農林水産事務次官
- 1998年7月 辞職
- 1999年9月 日本中央競馬会理事長
- 2007年 退任